# Grewia rhombifolia
Grewia rhombifolia là một loài thực vật có hoa trong họ Cẩm quỳ. Loài này được Kaneh. & Sasaki mô tả khoa học đầu tiên năm 1928.